# Pistoria weylandia
Pistoria weylandia är en fjärilsart som beskrevs av Tite 1962. Pistoria weylandia ingår i släktet Pistoria och familjen juvelvingar. Inga underarter finns listade i Catalogue of Life.